# Liste de poètes népalais
Vous trouverez ci-dessous une liste de poètes  népalais, poètes nés en Nepal ou ayant la nationalité népalaise. Les poètes écrivant en langue népalaise y sont aussi inclus.

## Langue Népalais

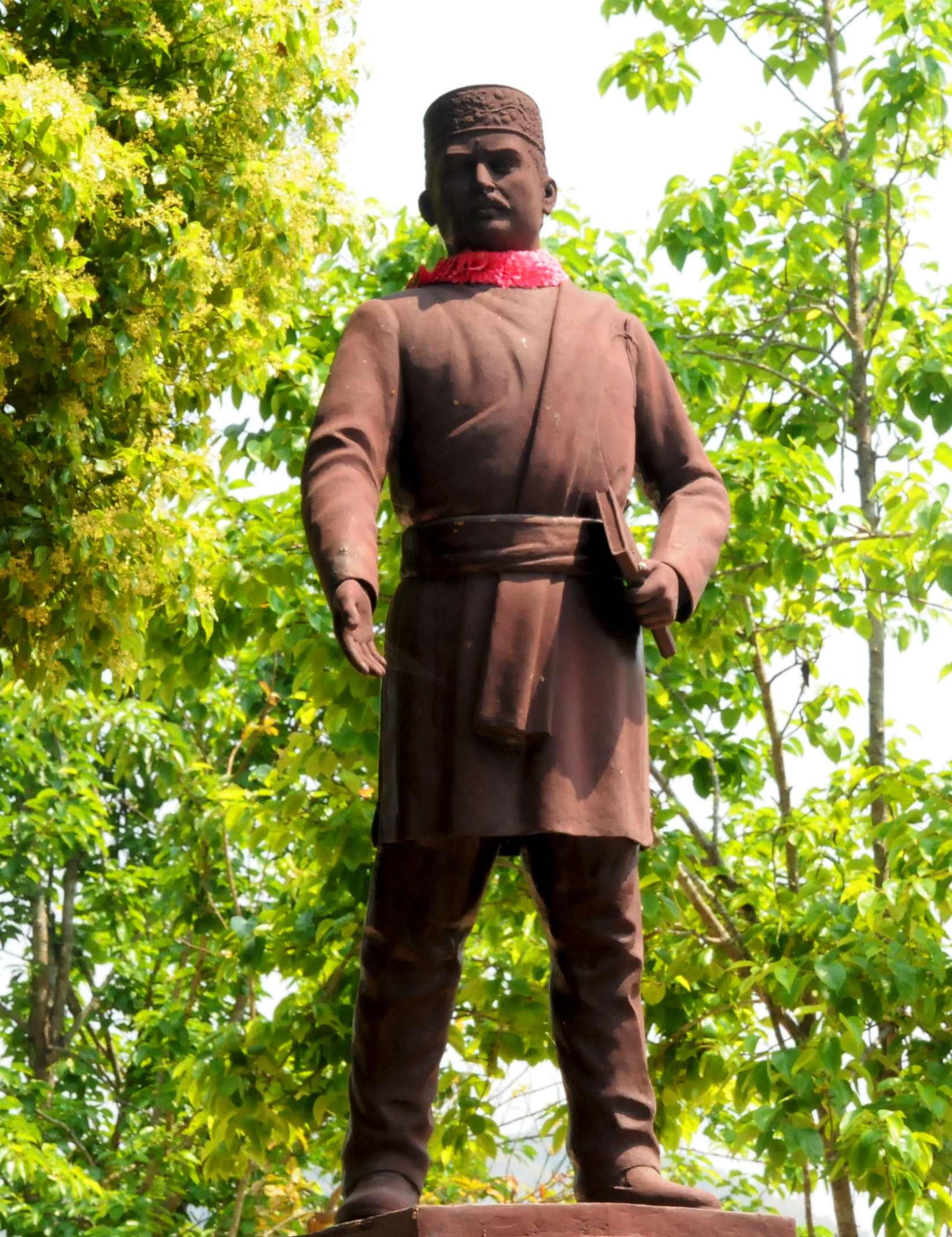
Statue du poète Bhanubhakta Acharya

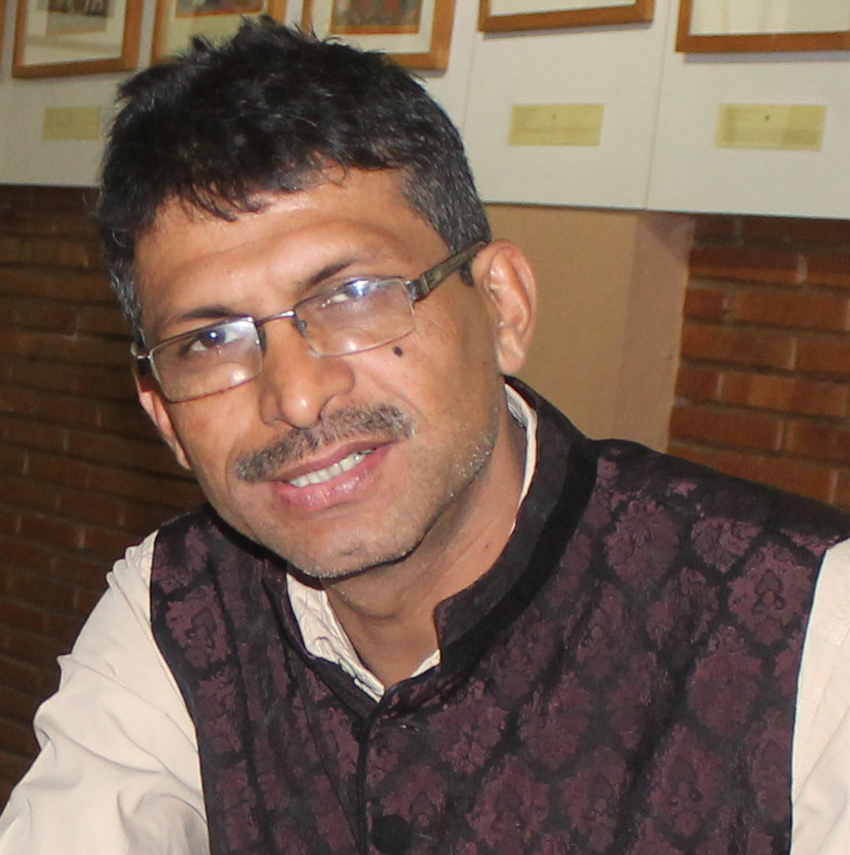
Poète, traducteur, dramaturge et artiste Suman Pokhrel

- Balkrishna Sama (1903 - 1981) Poète, essayiste, dramaturge[1]
- Bhanubhakta Acharya - (1814–1868) poète et traducteur, honoré du titre d'Adikavi (Le Premier Poète)[2],[3]
- Geeta Tripathee - (né en 1972) poétesse, parolière, essayiste, critique littéraire et érudite[4]
- Lalit Tripurasundari - (1794 - 1832) reine et poétesse népalaise[5]
- Laxmi Prasad Devkota (1909 - 1959) Poète, parolier, nouvelliste, romancier, essayiste, dramaturge, traducteur[6]
- M.B.B. Shah - (1920 - 1972) Monarque et poète[7],[8]
- Sanu Sharma - romancier, nouvelliste, parolier et poétesse[9]
- Sharada Sharma - (né en 1958) poétesse, romancier[10]
- Suman Pokhrel - (né en 1967) poète, parolier, dramaturge, traducteur et artiste[11]

## Langue Anglaise
- Suman Pokhrel - (né en 1967) poète, parolier, dramaturge, traducteur et artiste[11]